# Vrelo (gmina Šekovići)
Vrelo (cyr. Врело) – wieś w Bośni i Hercegowinie, w Republice Serbskiej, w gminie Šekovići. W 2013 roku liczyła 176 mieszkańców.